# Rajd Madery 1996
Rajd Madery 1996 (37. Rali Vinho da Madeira) – 37. edycja rajdu samochodowego Rajd Madery rozgrywanego w Portugalii. Rozgrywany był od 1 do 4 sierpnia 1996 roku. Była to trzydziesta runda Rajdowych Mistrzostw Europy w roku 1996 (rajd miał najwyższy współczynnik – 20) oraz siódma runda Rajdowych Mistrzostw Portugalii.

## Klasyfikacja rajdu
| Miejsce                            | Kierowca                     | Pilot                        | Samochód                      | Czas                         | Strata                       |                              |
| Klasyfikacja generalna i ERC       | Klasyfikacja generalna i ERC | Klasyfikacja generalna i ERC | Klasyfikacja generalna i ERC  | Klasyfikacja generalna i ERC | Klasyfikacja generalna i ERC | Klasyfikacja generalna i ERC |
| ---------------------------------- | ---------------------------- | ---------------------------- | ----------------------------- | ---------------------------- | ---------------------------- | ---------------------------- |
| 1.                                 | Fernando Peres               | Ricardo Caldeira             | Ford Escort RS Cosworth       | 3:14:22                      | 0.0                          |                              |
| 2.                                 | Rui Madeira                  | Silva Nuno da Rodrigues      | Toyota Celica GT-Four (ST205) | 3:15:02                      | +40                          |                              |
| 3.                                 | Pierre-César Baroni          | Dominique Savignoni          | Toyota Celica GT-Four (ST205) | 3:15:06                      | +44                          |                              |
| 4.                                 | Patrick Snijers              | Dany Colebunders             | Ford Escort RS Cosworth       | 3:15:13                      | +51                          |                              |
| 5.                                 | Andrea Aghini                | Sauro Farnocchia             | Ford Escort RS Cosworth       | 3:15:24                      | +1:02                        |                              |
| 6.                                 | Pedro Azeredo                | Fernando Prata               | Renault Clio Maxi             | 3:19:54                      | +5:32                        |                              |
| 7.                                 | Enrico Bertone               | Massimo Chiapponi            | Renault Mégane Maxi           | 3:22:14                      | +7:52                        |                              |
| 8.                                 | Gianmarino Zenere            | Massimo Sghedoni             | Renault Mégane Maxi           | 3:25:22                      | +11:00                       |                              |
| 9.                                 | Rui Conceição                | Roberto Fernandes            | Ford Escort RS Cosworth       | 3:25:58                      | +11:36                       |                              |
| 10.                                | Luís Sousa                   | Rubén Freitas                | Opel Astra GSi 16V            | 3:30:25                      | +16:03                       |                              |
| Klasyfikacja mistrzostw Portugalii |                              |                              |                               |                              |                              |                              |
| 1.                                 | Fernando Peres               | Ricardo Caldeira             | Ford Escort RS Cosworth       | 3:14:22                      | 0.0                          |                              |
| 2.                                 | Rui Madeira                  | Silva Nuno da Rodrigues      | Toyota Celica GT-Four (ST205) | 3:15:02                      | +40                          |                              |
| 3.                                 | Pedro Azeredo                | Fernando Prata               | Renault Clio Maxi             | 3:19:54                      | +5:32                        |                              |
| 4.                                 | Rui Conceição                | Roberto Fernandes            | Ford Escort RS Cosworth       | 3:25:58                      | +11:36                       |                              |
| 5.                                 | Luís Sousa                   | Rubén Freitas                | Opel Astra GSi 16V            | 3:30:25                      | +16:03                       |                              |